# Guillermo Mendoza Diago
Guillermo Ignacio Mendoza Diago (Ciénaga de Oro, Córdoba, 5 de junio de 1949) es un jurista colombiano.
Desde el 1 de agosto de 2009 hasta el 11 de enero de 2011 ocupó el cargo de fiscal general de la Nación en encargo, hasta la elección como fiscal general de la abogada Vivianne Morales Hoyos.

## Vida personal y profesional
Nació el 5 de junio de 1949 en Ciénaga de Oro, Córdoba, como el segundo hijo de los cuatro que hubo en el matrimonio conformado por Guillermo Mendoza de La Espriella y Mercedes Diago González-Tapia, ambos pertenecientes a familias muy tradicionales e influyentes de la Costa Caribe. Su nacimiento en dicho lugar no fue fortuito, pues su padre Guillermo Mendoza de La Espriella se desempañaba allí como Juez, entonces transcurrirían sus primeros 12 años de vida en una población apacible hasta que en 1961, su padre fuera nombrado Juez Penal del Circuito trasladándose a Chinú, Córdoba, pasando a estudiar en el Liceo Bolívar de Sincelejo. En 1965 se trasladaría a Montería, Córdoba, donde su padre se desempeñó como procurador judicial ante los Tribunales. Fallecido su progenitor en 1966, se instala en Cartagena, al lado de su familia materna. En el Gimnasio Bolívar obtiene el grado de Bachiller, consecuente con su profundo gusto por las leyes decide ingresar a la Facultad de Derecho de la Universidad de Cartagena, recibiéndose como abogado en 1973. A la sazón que cursaba sus estudios profesionales, Guillermo Mendoza Diago daba inició a su carrera laboral en la rama Judicial, primero como notificador de un despacho judicial, escribiente, y para cuando recibió su título de abogado ya era oficial mayor. Dicha formación le sirvió de acreditación para ser nombrado de inmediato Juez Promiscuo Municipal en la isla de Providencia, para posteriormente ser asignado como Juez Penal Municipal en Sincelejo. En la misma ciudad fue Juez de Instrucción Criminal y Juez Penal del Circuito en 1979, regresando a Cartagena en el mismo año como Juez Superior.

## Trayectoria
1. Juez Promiscuo Municipal, Providencia Isla. Del 16 de marzo al 30 de agosto de 1973. Tiempo: 5 meses 15 días.
2. Juez Segundo Penal Municipal, Sincelejo, Sucre. Del 20 de septiembre de 1973 a 2 de septiembre de 1975. Tiempo: 1 año 11 meses.
3. Juez Cuarto de Iinstrucción Criminal, Sincelejo, Sucre. Del 3 de septiembre de 1975 a 30 de agosto de 1977. Tiempo: 1 año 11 meses.
4. Juez Primero Penal del Circuito, Sincelejo, Sucre. Del 1 de septiembre de 1977 a 30 de agosto de 1979. Tiempo: 2 años.
5. Juez Tercero Superior, Cartagena, Bolívar. Del 1 de septiembre de 1979 a 30 de agosto de 1985. Tiempo: 6 años.
6. Fiscal Segundo ante los Tribunales Superior y Administrativo de Cartagena (Ministerio Público). Del 9 de septiembre de 1985 al 8 de noviembre de 1989. Tiempo: 4 años. (Lo Administrativo comprendía toda clase de procesos).
7. Magistrado Sala Penal Tribunal Superior de Cartagena. Del 9 de noviembre de 1989 a 15 de septiembre de 1994. Tiempo: 4 años 10 meses.
8. Fiscal Delegado ante la Corte Superma de Justicia.
9. Director Nacional de Fiscalías (e).
10. Vicefiscal General de la Nación
11. Decano Facultad de Derecho de la Universidad Manuela Beltrán

Experiencia Docente
- Profesor de Derecho Penal y Criminología, Universidad de Cartagena. De 1985 a 1994.
- Profesor de Derecho Penal General, Universidad Libre de Colombia, Bogotá. De 1995 hasta la fecha.
- Profesor de Procedimiento Penal, Universidad Santo Tomás, Bogotá. De 1995 hasta la fecha.
- Decano Facultad de Derecho de la Universidad Manuela Beltrán desde marzo de 2011 hasta marzo de 2012.
- Director de área de Derecho penal y profesor de Derecho Penal de la Universidad del Sinú, extensión Bogotá desde 2012 hasta la fecha.

## Fiscal general
Mendoza se posesionó como fiscal general el 1 de agosto de 2009 convirtiéndose en el sexto ciudadano en ocupar dicho cargo en la historia del país y sucediendo a Mario Iguarán. Durante el periodo de su antecesor se desempeñó como vicefiscal, encargado de asesorar al fiscal general y representar en diferentes ámbitos.
El 11 de agosto de 2009, el fiscal general decidió declarar el caso del magnicidio de Luis Carlos Galán, como un delito de lesa humanidad para evitar su prescripción.
El 19 de agosto de 2010, una encuesta realizada en el occidente de Colombia midiendo la favorabilidad de los Organismos de Control y de algunas personalidades de la vida política colombiana, reveló que el fiscal general de la Nación Guillermo Mendoza Diago contaba con un 71 por ciento de favorabilidad, solo por debajo del presidente Juan Manuel Santos y del expresidente Álvaro Uribe.

### Yidispolítica
El 13 de mayo de 2010, el Fiscal Mendoza Diago formuló acusación contra el exministro del Interior y de Justicia Sabas Pretelt de la Vega por el presunto delito de cohecho. La exrepresentante a la Cámara Yidis Medina, condenada por la Corte Suprema de Justicia por estos mismos hechos, acusó a Pretelt de haberle entregado prebendas a cambio de su respaldo a la iniciativa que permitió la reelección presidencia de Álvaro Uribe. Tal investigación había estado pendiente desde 2008 de que se tomara una decisión en manos del entonces fiscal general de la Nación, Mario Iguaran.

### Agro Ingreso Seguro
El fiscal general, Guillermo Mendoza Diago anunció en relación con el escándalo en torno al otorgamiento de subsidios a la agricultura a familias pudientes y narcotraficantes dentro del programa en cabeza del Ministerio de Agricultura de Colombia denominado "Agro Ingreso Seguro" que le había pedido a la Unidad Delegada Anticorrupción que le enviara a los fiscales en la Corte Suprema los documentos en los que aparecieran mencionados los exministros de dicha cartera Andrés Fernández y su antecesor, Andrés Felipe Arias para que, en caso de ameritarlo, fueran investigados dando inicio a una investigación formal por parte de la Fiscalía General de la Nación en este escándalo.
Posteriormente, el 30 de septiembre de 2010, el fiscal general anunció la apertura de investigación por el presunto desvío de subsidios agrícolas denunciado por la revista Cambio.
El 21 de octubre de 2010, la Fiscalía anunció que imputaría cargos a funcionarios del Ministerio de Agricultura. Mendoza confirmó que tras haber oído a los funcionarios en interrogatorio, un fiscal de la Unidad Anticorrupción determinó imputar cargos por celebración indebida de contratos contra siete mandos medios del Ministerio.

### Interceptaciones Ilegales del D.A.S.
El 29 de junio de 2010, el Fiscal general de la Nación encargado, Guillermo Mendoza Diago, explicó que hay suficiente material probatorio que involucra presuntamente al secretario general de la Casa de Nariño, Bernardo Moreno, y la exdirectora del DAS, María del Pilar Hurtado, con el escándalo de seguimientos e interceptaciones ilegales. Posteriormente, el 27 de septiembre de 2010, el fiscal general ordenó iniciar una investigación preliminar contra el director del Departamento Administrativo de Seguridad (DAS), Felipe Muñoz y el exdirector de la misma entidad, Andrés Peñate por la presunta participación de estos funcionarios en las interceptaciones ilegales que fueron realizadas.
El 7 de julio de 2010, el fiscal general, Guillermo Mendoza, reveló que fueron llamados a rendir interrogatorio por el escándalo de las interceptaciones ilegales por parte del DAS a las Altas Cortes Colombianas, miembros de la oposición e importantes figuras políticas, al Secretario de Prensa de la Casa de Nariño, César Mauricio Velásquez; el Secretario Jurídico de Presidencia, Edmundo del Castillo; el Viceministro de Defensa, Jorge Mario Eastman y el exasesor presidencial José Obdulio Gaviria.
El 19 de octubre de 2010, el fiscal general ordenó llamar a interrogatorio a César Mauricio Velásquez, quien para entonces ocupaba el cargo de embajador de Colombia ante la Santa Sede y al exdirector del Departamento Administrativo de Seguridad (D.A.S) con fundamento en las declaraciones de los implicados sobre la responsabilidad de los mencionados en las órdenes de interceptaciones ilegales que tuvieron lugar.
El 26 de noviembre de 2010, el Fiscal general confirmó la presentación de la imputación ante el Tribunal Superior de Bogotá dentro del caso de seguimientos ilegales por parte del D.A.S. a la exdirectora de dicho departamento, María del Pilar Hurtado quien se le había solicitado una semana antes asilo en Panamá y contra el exsecretario general de Presidencia, Bernardo Moreno bajo los cargos de concierto para delinquir, abuso de autoridad, violación de comunicaciones y falsedad. El proceso contra la asilada Hurtado, por encontrarse precisamente por fuera del país, tendrá que realizarse, según el fiscal general, con la ausencia del procesado, figura conocida en el Derecho Penal Colombiano como "contumacia".

## Estudios
Mendoza Diago, cordobés, pero cartagenero de crianza, es abogado de la Universidad de Cartagena; con estudios de postgrado en Derecho Penal y Criminología del mismo claustro en convenio con la Universidad Externado de Colombia y curso en Derecho Procesal Penal en San Juan de Puerto Rico. Se ha desempeñado ampliamente en importantes cargos del sector oficial, y ha sido catedrático en la Universidad Libre, Universidad Santo Tomás, Universidad del Rosario y la Universidad del Sinú.